# Tinamus
Genre
Tinamus est un genre d'oiseaux de la famille des Tinamidae comptant cinq espèces d'Amérique du Sud.

## Liste d'espèces
Selon la classification de référence du Congrès ornithologique international (version 15.1, 2025) :
- Tinamus tao Temminck, 1815 — Tinamou tao ;
- Tinamus solitarius (Vieillot, 1819) — Tinamou solitaire ;
- Tinamus osgoodi Conover, 1949 — Tinamou noir ;
- Tinamus major (Gmelin, JF, 1789) — Grand Tinamou ;
- Tinamus guttatus Pelzeln, 1863 — Tinamou à gorge blanche.